# ساعت مکه
ساعت مکه زمان استاندارد پیشنهادی است که از خط طول جغرافیایی مکه، عربستان سعودی (۳۹ ° 49'34 "E نصف‌النهار مبدأ (گرینویچ)) عبور می‌کند تا به عنوان نصف النهار مبدأ باشد. این ساعت بر اساس نصف النهار گرینویچ تقریباً UTC +02: 39: 18.3 خواهد بود.
این پیشنهاد توسط  یوسف القرضاوی و دیگر روحانیون مسلمان در دوحه قطر در تاریخ ۲۱ آوریل ۲۰۰۸ برای کنفرانسی با عنوان «مکه: مرکز زمین، تئوری و تمرین» ارائه شده‌است.

## کنفرانس قطر
کنفرانس «مکه: مرکز زمین، تئوری و عملی» برگزار شد که متشکل از متکلمان مسلمان و دیگر مقامات مذهبی از سراسر جهان بود. جلسه قطر، نقطه اوج تلاش برای یافتن پاسخ‌های پرسش‌های علمی از قرآن و دیگر آیات اسلامی بود — یک روند به نام «اعجاز قرآن» (طبیعت شگفت‌انگیز قرآن). این کنفرانس اعتقاد به این دارد که کتاب مقدس اسلامی جزئیات علمی ای را نشان می‌دهد که دانشمندان اسلامی به دنبال کشف و انتشار شواهد متنی بر آن هستند.
این کنفرانس یک موضوع بحث‌انگیز چند دهه ای را به تصویر کشیده‌است، ادعا می‌کند که نصف النهار گرینویچ توسط دوران استعمار انگلیس و تمدن غربی تحمیل شده است و اسلام بر خلاف سایر ادیان با علم مخالف نیست. بر خلاف دیگر طول‌های جغرافیایی، مکه در هماهنگی کامل با قطب مغناطیسی شمال است. روحانیون مسلمان این را به عنوان شواهدی از عظمت قبله - جهت تعیین شده به سمت مکه آورده‌اند که مسلمانان در سراسر جهان باید در حالی که نماز می‌خوانند، به سوی آن باشند.

## ساعت مکه
در ۱۱ اوت ۲۰۱۰، (۱ رمضان، AH ۱۴۳۱)، بزرگترین ساعت در جهان (در مکه) شروع به کار کرد. برخی از مسلمانان امیدوار بودند که «ساعت مکه» به عنوان منطقه زمانی جهانی تعیین شود. در حالی که مقامات در اصل اعتقاد داشتند که ساعت ممکن است به ایجاد مکه به عنوان یک نصف النهار مبدأ کمک کند، به جای آن به عنوان زمان استاندارد عربستان (UTC + 3) تنظیم شده‌است.

## دلایل
نصف النهاری که از منطقه مکه عبور می‌کند کاملاً با شمال مغناطیسی زمین منطبق بوده و هیچ انحرافی بین شمال جغرافیایی و شمال مغناطیسی در این منطقه وجود ندارد. این در حالی است که هیچ‌یک از ۳۵۹ نصف النهار دیگر واجد چنین شرایطی نیستند و نصف النهار گرینویچ که به عنوان نصف النهار مبدأ به شمار آمده و مبدأ سنجش زمان و مکان قرار گرفته حدود ۵/۸ درجه با شمال مغناطیسی زاویه دارد.